# Windeck (telenovela)
Windeck (em Portugal: Windeck: O Preço Da Ambição; no Brasil: Windeck: Todos Os Tons De Angola e em Angola: Windeck: "Subir Na Vida Tem Um Preço") é uma telenovela angolana produzida pela Semba Comunicação  com transmissão em Angola  desde 19 de agosto de 2012 às 20h. Foi transmitida em Portugal, na RTP1, entre 8 de abril de 2013 e 31 de dezembro de 2013. A telenovela foi indicada em 2013 ao International Emmy Awards de Melhor Telenovela com Avenida Brasil e Lado a Lado, ambas da Rede Globo, e com 30 Vies, do Canadá.
Foi escrita por Miguel Crespo, Coréon Dú, Isilda Hurst, Joana Jorge e Andreia Vicente e teve direção de Sérgio Graciano.
Windeck foi transmitida em vários países em África, na Europa e nas Américas.[carece de fontes?]
A telenovela foi exibida na televisão aberta do Brasil pela TV Brasil entre 10 de novembro de 2014 a 28 de abril de 2015 em 120 capítulos.

## História
A novela Windeck mostra o que as pessoas são capazes de fazer para atingir uma riqueza fácil e rápida. É uma novela passada em Luanda e que revela os golpes daqueles que não medem esforços para alcançar os seus fins. Centrada no dia-a-dia da redação da revista Divo, um local onde o glamour se mistura com a ambição.
Victória (Micaela Reis) é uma mulher sensual que vem da província do Moxico e é capaz de tudo para subir na vida. Em Luanda vai viver para casa da irmã, Ana Maria (Nádia Silva), que é fotógrafa na Divo e muito diferente dela. Honesta e trabalhadora, tem uma vida sossegada, até ao dia em que Vitória aparece. Para esta mulher ambiciosa, tudo não passa de um jogo de interesses para conseguir riqueza e poder. O seu alvo está escolhido: o filho do dono da Divo, Kiluanji (Celso Roberto). Este jovem rico e honesto é quem Victória quer conquistar para enriquecer.
O dono da revista é Xavier (Ery Costa), um empresário de sucesso, arrogante e prepotente que acredita poder comprar todas as pessoas que o rodeiam. Tem confiança na sua filha, Luena, uma mulher glamourosa e determinada que se torna chefe da Divo. Já com o irmão, Xavier tem uma relação muito conflituosa. Wilson (Eric Santos) é um homem honesto, dedicado aos filhos Lukeny (Clélio Márcio) e Lwejy (Alisa Conceição), e com muita paciência para Ofélia (Tânia Burity), a sua mulher ambiciosa que vive das aparências. Quem torna a vida de muitos num inferno é a produtora de moda, Rosa Bettencourt (Grace Mendes), uma mulher que só pensa em ter poder de forma fácil. Para isso conta com a ajuda da filha Kássia (Solange Hilário), formando assim uma dupla de oportunistas dispostas a tudo para enriquecer. Ao aperceber-se do interesse de Vitória em Kiluanji, Rosa elabora um plano para Kássia o seduzir, e começa assim a guerra entre Vitória e Kássia. O que as duas não esperavam é que ele e a humilde Ana Maria estivessem apaixonados.
Na Divo trabalha ainda Artur (Fredy Costa), o diretor financeiro, um homem responsável e muito diferente de Henda, o jornalista que quer enriquecer seduzindo uma mulher rica. E para tornar todos mais bonitos, a maquiadora Mariza (Helena Moreno) é a mais indicada.
Esta é também a novela das tradições e dos sabores angolanos, uma história de pessoas reais. É na empresa de catering Mufete que Nazaré (Yolanda Veigas) cozinha deliciosas receitas, um negócio criado pelo filho, Yuri, e o seu sócio italiano, Giorgio (Rui Santos). Também eles querem ter sucesso e triunfar na vida, mas com trabalho honesto e longe dos esquemas fáceis.

## Produção
A telenovela é gravada pela Semba Comunicação nas províncias de Luanda e o Bengo, em Angola, e em Lisboa, Portugal, com  ação a decorrer na capital do país. Tem um elenco e técnicos de ambos os países.

## Elenco
| Atriz/Ator           | Personagem               |
| -------------------- | ------------------------ |
| Nádia Silva          | Ana Maria Kajibanga      |
| Celso Roberto        | Kiluanji Voss            |
| Micaela Reis         | Victória Kajibanga       |
| Grace Mendes         | Rosa Bettencourt         |
| Fissi Swag           | Emanuel                  |
| Ery Costa            | Xavier Voss              |
| Helena Moreno        | Mariza Lemos Vasconcelos |
| Edusa Chindecasse    | Luena Voss               |
| Tânia Burity         | Ofélia Voss              |
| Eric Santos          | Wilson Voss              |
| Solange Hilário      | Kássia Bettencourt       |
| Joel Benoliel        | Henda Salvador           |
| Fredy Costa          | Artur Domingos           |
| Marta Faial          | Tchyssola Paim           |
| Ailsa Conceição      | Lweiji Voss              |
| Pedro Moldão         | Pedro Rufatto            |
| Rui Santos           | Giorgio Rufatto          |
| Dennis Fonseca       | Yuri Massano             |
| Yolanda Viegas       | Nazaré Massano           |
| Henesse Cacoma       | Nadir Pedro              |
| Celma Pontes         | Sila Matete              |
| Vanda Pedro          | Elizabete Garcia         |
| Clélio Márcio        | Lukeny Voss              |
| Lélis Twevekamba     | Jair Garcia              |
| Mendes Lacerda       | Sebastião Domingos       |
| David Enoque Caracol | Sansão Massano           |
| Raul Cachombo        | RC-MC                    |
| Sónia Neves          | Isaura Voss              |

### Prémios e indicações
| Ano  | Prémio             | Categoria         | Resultado |
| ---- | ------------------ | ----------------- | --------- |
| 2014 | Emmy Internacional | Melhor Telenovela | Indicado  |

|-
| 2015
| Camélia da Liberdade
| Memória e Ancestralidade
| 
|-
|}

## Exibição Internacional
| País                | Emissora    | Título                               | Transmissão original                                                                    |
| ------------------- | ----------- | ------------------------------------ | --------------------------------------------------------------------------------------- |
| Angola              | TPA         | Windeck - Subir na Vida Tem Um Preço | 19 de agosto de 2012 - 22 de fevereiro de 2013                                          |
| França              | Canal+      | Windeck                              |                                                                                         |
| Angola & Moçambique | Zap Novelas | Windeck - Subir na Vida Tem Um Preço |                                                                                         |
| Portugal            | RTP         | O Preço da Ambição                   | 8 de abril de 2013 - 31 de dezembro de 2013                                             |
| Moçambique          | TVM         | Windeck                              |                                                                                         |
| Cabo Verde          | TCV         | Windeck                              |                                                                                         |
| Brasil              | TV Brasil   | Windeck - Todos os Tons de Angola    | 10 de novembro de 2014 - 28 de abril de 2015 5 de outubro de 2015 - 22 de abril de 2016 |
| França              | BET FRANCE  | Windeck                              |                                                                                         |
| França              | M6 Replay   | Windeck                              |                                                                                         |
| Canadá              | FEVA TV     | Windeck                              |                                                                                         |